# Medal Honorowy za Przedsiębiorczość i Talent

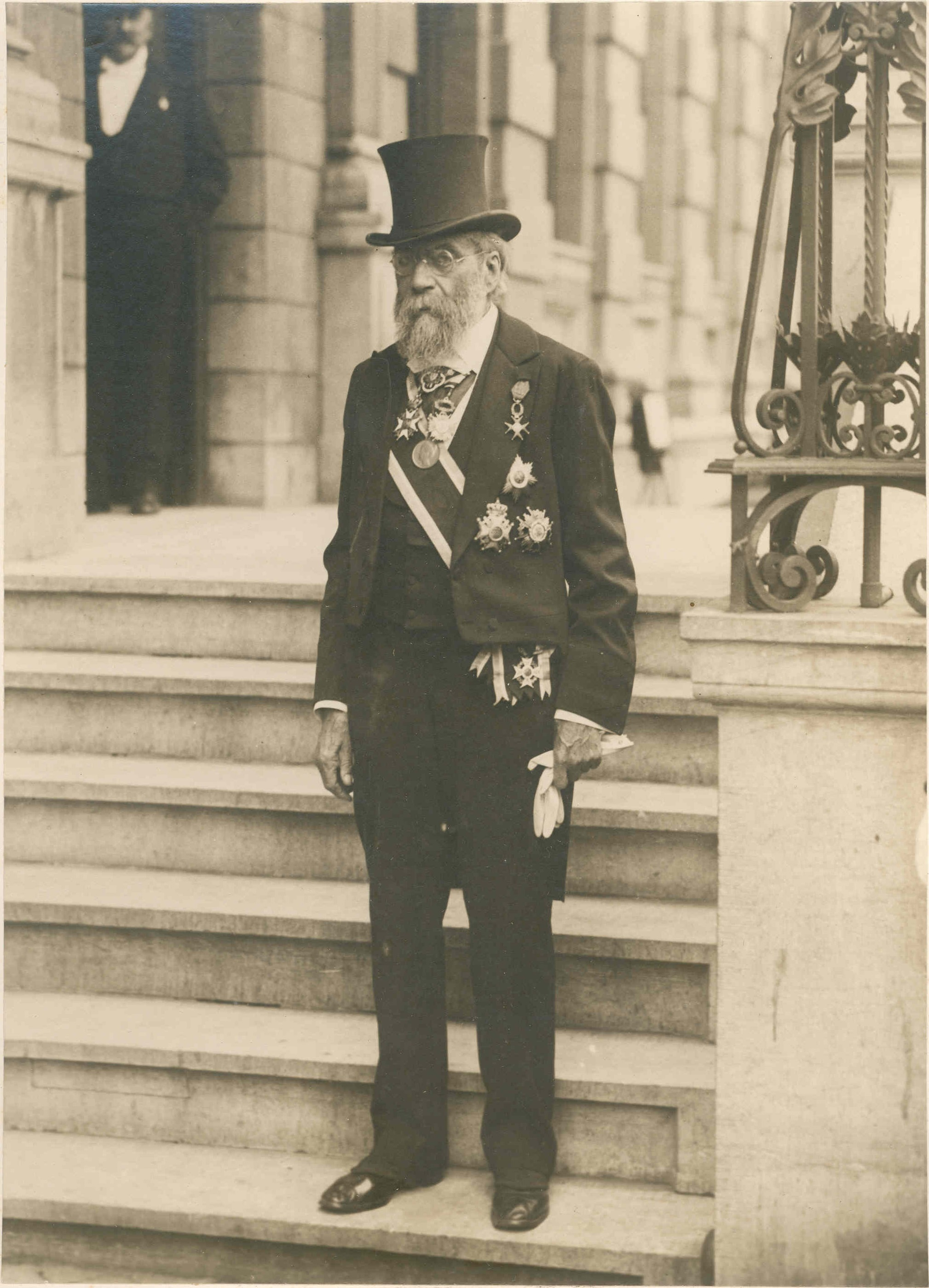
Architekt Pierre Cuypers z medalem na szyi oraz insygniami orderów.

Medal Honorowy za Przedsiębiorczość i Talent (niderl. Eremedaille voor Voortvarendheid en Vernuft) – niezwykle rzadkie holenderskie odznaczenie należące do Orderu Domowego dynastii orańskiej ustanowione 19 marca 1905 w trzech stopniach: złotym, srebrnym i brązowym. Po reformie tego orderu z 30 listopada 1969 przyznawany jedynie w stopniu złotym.

## Wygląd
Medal ma średnicę 50 mm i noszony jest na wstędze na szyi o szer. 55 mm (w przypadku kobiet – na kokardzie). Na awersie znajduje się wizerunek profilu głowy fundatora – królowej Wilhelminy Oranje-Nassau, a na rewersie wybito herb z trąbą Księstwa Oranii, otoczony u góry dewizą orderu „JE MAINTIENDRAI” („zachowam”), a u dołu inskrypcją „VOOR VOORTVARENDHEID EN VERNUFT” („za przedsiębiorczość i talent”).

## Odznaczeni
W latach 1905–1969 przyznano jedynie 5 medali złotych, 16 medali srebrnych i 1 medal brązowy, a w latach 1969–2012 jeszcze 12 medali złotych.
Wśród odznaczonych znaleźli się m.in. przedsiębiorca Frits Philips, premier Joop den Uyl i premier Dries van Agt.